# 27e congresdistrict van Californië

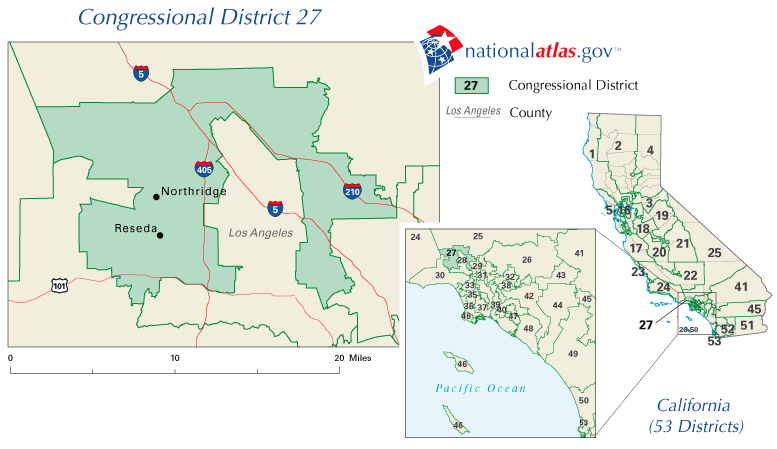
Kaart van het 27e congresdistrict van Californië

Het 27e congresdistrict van Californië, vaak afgekort als CA-27, is een kiesdistrict voor het Amerikaanse Huis van Afgevaardigden. Het ligt tegenwoordig in Los Angeles County en het omvat grote delen van de San Fernando Valley en Burbank, alsook de gemeenschappen Northridge en Reseda. Nagenoeg 100% van de bevolking van het 27e district woont in een stedelijke omgeving.
Sinds 3 januari 2003 vertegenwoordigt de Democraat Brad Sherman het district. Het geldt als een sterk Democratisch district. In 2008 won Barack Obama het district met 66,1% van de stemmen en in 2004 kreeg kandidaat John Kerry er 59,3% van het stemmentotaal.

## Toekomst
In 2012 worden de congresdistricten van Californië heringedeeld. Het gebied dat tegenwoordig door het 27e en 28e district wordt vertegenwoordigd, is zo hertekend zodat het westen en zuiden van de twee districten in de toekomst onder het 30e district zullen vallen. Het noordoosten, met daarin San Fernando, zal het 29e district vormen. De stad Burbank verschuift naar het 28e district. Uit de geregistreerde lidmaatschappen van politieke partijen in het nieuwe 27e district blijkt dat het district Democratisch zal blijven.